# Costera cyclophylla
Costera cyclophylla är en ljungväxtart som först beskrevs av Airy-shaw, och fick sitt nu gällande namn av J. J. Smith och Airy-shaw. Costera cyclophylla ingår i släktet Costera, och familjen ljungväxter. Inga underarter finns listade i Catalogue of Life.